# 撒克遜 (樂團)
撒克遜（英語：Saxon）是一支重金屬樂團，1977年成立於英國的南約克郡。他們是英國重金屬新浪潮的領導者之一，在80年代有八張專輯登上英國專輯排行榜前40名，在美國及日本的唱片市場也取得成績。他們被認為是經典的金屬樂團之一，並影響了許多樂團如金屬製品、克魯小丑、豹等。

## 外部連結
- 撒克遜官方網站 （页面存档备份，存于）